# Балин (Винницкая область)
Балин (укр. Балин, пол. Balin) — село на Украине, находится в Литинском районе Винницкой области.
Код КОАТУУ — 0522484602. Почтовый индекс — 22361. Телефонный код — 4347. Занимает площадь 0,225 км².

## Религия
В селе действует храм Успения Пресвятой Богородицы Литинского благочиния Винницкой епархии Украинской православной церкви.

## Население
Население по переписи 2001 года составляет 565 человек.

### Известные люди
- Дидык, Сергей Михайлович (род. 1961) — советский и украинский спортсмен.

## Адрес местного совета
22360, Винницкая область, Литинский р-н, с. Малиновка, ул. Зализнякова, тел. 3-74-16.